# تشياغين البجدورج
تشياغين البجدورج (بالمنغولية: Цахиагийн Элбэгдорж) ولد يوم 30 مارس 1963 بزيريج , منغوليا.هو رجل سياسي منغولي تولى منصب رئيس الوزراء سابقا من 20 اوت 2014إلى 13 يناير 2006 ورئيس منغوليا منذ 18 جوان 2009.

## روابط خارجية
- تشياغين البجدورج على موقع الموسوعة البريطانية (الإنجليزية)
- تشياغين البجدورج على موقع مونزينجر (الألمانية)